# Alfredo Tena
Alfredo Tena Garduño (Ciudad de México, México, 21 de noviembre de 1956) también conocido por su apodo de ‘Capitán Furia’, es un exfutbolista y entrenador mexicano, actualmente se desempeña en el área de fuerzas básicas del Club América de la Primera División de México. Desde muy joven su gusto por el balompié se vio reflejado dentro de la cancha. En su etapa como jugador se desempeñaba como defensa central y era un líder nato dentro del campo de juego.

## Carrera como jugador
El zaguero debutó con las Águilas el 26 de mayo de 1974, en el duelo del Campeón de Campeones 1973-74 ante el Cruz Azul, a los 17 años y desde un principio mostró grandes cualidades en el terreno de juego, que lo llevaron a convertirse en el capitán de la escuadra azulcrema durante casi toda su carrera. De esta manera peleó grandes batallas demostrando su carácter duro y su amor por la camiseta, la que defendía a muerte ante cualquier rival.
Es junto a Cristóbal Ortega, el futbolista más ganador en la historia del conjunto americanista con 14 títulos en distintas competencias, la mayoría de ellos, ejerciendo como capitán. Obtuvo seis campeonatos de liga en las campañas 1975-76, 1983-84, 1984-85, Prode 1985, 1987-88, 1988-89. Además obtuvo el trofeo de la Copa Interamericana de 1977 y 1990.
Su retiro como jugador profesional fue en el campeonato 1991-92 con el equipo de los Tecos de la UAG, con quien jugó solo dos partidos y posteriormente se convirtió en el auxiliar técnico de Alberto Guerra.

## Selección nacional
Portó la casaca del Tricolor con la que participó en más de 50 juegos entre ellos, en la Copa del Mundo Argentina 1978, donde la selección nacional bajo el mando de José Antonio Roca tuvo una muy mala actuación ya que perdió sus tres compromisos: Túnez (1-3), Alemania (0-6) y Polonia (1-3). Cabe destacar que a Tena se le negó la participación en el representativo cuando se celebró en México la Copa del Mundo de 1986 por conflicto con las firmas deportivas patrocinadoras, ya que la selección vestía con una marca diferente a la que tenía contrato vigente con Tena.

## Trayectoria como entrenador
Ya su faceta como timonel empezó en la temporada 1993-1994 con los Camoteros de Puebla, equipo al que regresó en el Invierno 1998 y permaneció hasta el Verano 1999, el Invierno 98 fue su peor torneo ya que no pudo coordinarse con los cinco yugoslavos que reforzarían al equipo para supuestamente salvarlo del descenso.
En la temporada 1995-96 llegó a la escuadra de Santos Laguna a la que dirigió hasta el Verano 1998. Al mando de los Guerreros obtuvo su primer campeonato como entrenador, además de que se convirtió en el primer estratega en obtener el título de torneos cortos en el Invierno 1996.
Desde el Invierno 1999 regresó a la institución azulcrema donde permaneció hasta el Invierno 2000. En esta etapa tuvo una excelente participación como director técnico. Dirigió a los emplumados en tres torneos cortos.
En este tiempo dejó en alto el nombre de México al llegar a la semifinal de la Copa Libertadores 2000, torneo en el que quedó eliminado por el Boca Juniors de Argentina, que a la postre sería el campeón de dicha competencia.
Después de un año de inactividad, retornó a la dirección técnica, en el Invierno 2001 y en esta vez al mando de los Tuzos del Pachuca, campaña en la que obtuvo su segundo campeonato de liga como estratega. Asimismo se convirtió en el primer mexicano que ha sido campeón de la Copa de Campeones de la CONCACAF como jugador y como director técnico. En el Torneo Clausura 2003 el ‘Capitán Furia’ salió de la institución pachuqueña.
Tomó el mando de los Gallos Blancos de Querétaro, en el Torneo Apertura 2003, donde sus números no fueron del todo buenos, únicamente ganó un partido, empató tres y perdió ocho, inició el Clausura 2004 pero solo estuvo tres jornadas, en las tres terminó con empate.
En el Torneo Clausura 2005 regresó al conjunto de los Tuzos del Pachuca y su efectividad siguió siendo pésima, de cinco cotejos solo ganó uno, empató uno y perdió tres.
Llegó a los Tiburones Rojos de Veracruz en el Clausura 2006 y ahí tuvo su peor rendimiento, únicamente dirigió cinco cotejos y los perdió todos.
Después de eso, volvió al América en el Apertura 2006 pero ya no como estratega, sino como auxiliar de su hermano Luis Fernando. 
Posteriormente fue director de la cantera del Club América hasta septiembre del 2011 cuando es nombrado director técnico de dicho club. 
En septiembre de 2011 fue contratado como nuevo director técnico del Club América, para tomar el puesto de Carlos Reinoso para el Apertura 2011, dirigió 8 partidos dejando 3 empates, 4 derrotas y solo 1 victoria. Tomando al equipo con solo nueve puntos y en su cargo optó por debutar a jóvenes como Raúl Jiménez y Diego Reyes pero aun así no pudiendo evitar que el equipo terminara en la penúltima posición.

## Clubes

### Como jugador
| Club            | País   | Año         |
| --------------- | ------ | ----------- |
| Club América    | México | 1974 - 1991 |
| Tecos de la UAG | México | 1991 - 1992 |

### Como entrenador
| Club                        | País   | Año         |
| --------------------------- | ------ | ----------- |
| Club Puebla                 | México | 1993 - 1995 |
| Santos Laguna               | México | 1995 - 1998 |
| Club Puebla                 | México | 1998 - 1999 |
| Club América                | México | 1999 - 2000 |
| Club de Fútbol Pachuca      | México | 2001 - 2003 |
| Querétaro Fútbol Club       | México | 2003 - 2004 |
| Club de Fútbol Pachuca      | México | 2005        |
| Tiburones Rojos de Veracruz | México | 2006        |
| Club América (auxiliar)     | México | 2006        |
| Club América                | México | 2011        |
| RCD Español (auxiliar)      | España | 2012 - 2014 |
| Monarcas Morelia            | México | 2014 - 2015 |
| Club León (auxiliar)        | México | 2016        |

## Participaciones en Copas del Mundo
| Mundial                        | Sede      | Resultado    |
| ------------------------------ | --------- | ------------ |
| Copa Mundial de Fútbol de 1978 | Argentina | Primera fase |

## Palmarés como jugador

### Campeonatos nacionales
| Título                     | Club         | País   | Año        |
| -------------------------- | ------------ | ------ | ---------- |
| Primera División de México | Club América | México | 1975-1976  |
| Campeón de Campeones       | Club América | México | 1975-76    |
| Primera División de México | Club América | México | 1983-1984  |
| Primera División de México | Club América | México | 1984-1985  |
| Primera División de México | Club América | México | PRODE 1985 |
| Primera División de México | Club América | México | 1987-1988  |
| Campeón de Campeones       | Club América | México | 1987-88    |
| Primera División de México | Club América | México | 1988-1989  |
| Campeón de Campeones       | Club América | México | 1988-89    |

### Copas internacionales
| Título                           | Club         | País   | Año  |
| -------------------------------- | ------------ | ------ | ---- |
| Copa Interamericana              | Club América | México | 1978 |
| Copa Interamericana              | Club América | México | 1991 |
| Copa de Campeones de la CONCACAF | Club América | México | 1977 |
| Copa de Campeones de la CONCACAF | Club América | México | 1987 |
| Copa de Campeones de la CONCACAF | Club América | México | 1990 |

### Campeonatos selección
| Título                             | Equipo | Sede   | Año  |
| ---------------------------------- | ------ | ------ | ---- |
| Campeonato de Naciones de Concacaf | México | México | 1977 |

## Palmarés como entrenador
| Título                     | Club                   | País   | Año  |
| -------------------------- | ---------------------- | ------ | ---- |
| Primera División de México | Club Santos Laguna     | México | 1996 |
| Primera División de México | Club de Fútbol Pachuca | México | 2001 |